# دیکسونز ریتیل
دیکسونز ریتیل (انگلیسی: Dixons Retail) شرکت الکترونیک بریتانیایی است، که در سال ۲۰۱۴ تأسیس شد.